# Conseil de Break O'Day
Break O'Day est une zone d'administration locale sur la côte est de la Tasmanie en Australie.
Elle comprend les villes de :
- St Helens ;
- St Marys ;
- Scamander ;
- Beaumaris ;
- Fingal.